# Sarah Levy
Sarah Levy (27 de dezembro de 1995) é uma jogadora de rugby sevens estadunidense.

## Carreira
Levy nasceu na Cidade do Cabo, África do Sul, filha de pai sul-africano (Denis Levy) e mãe norte-americana (Susan), e é judia. Seu pai jogava rúgbi, e seu tio-avô jogava rúgbi pelo time sul-africano de rúgbi Western Province. Seu bisavô paterno Louis Babrow, que era um oponente do apartheid sul-africano, jogou pelo time nacional de rúgbi da África do Sul (Springboks) na década de 1930, e foi um dos primeiros jogadores judeus a fazê-lo.
Levy e sua família fizeram aliá e se mudaram para Israel quando ela tinha dois anos, e alguns anos depois se mudaram para San Diego, Califórnia. Ela foi para a pré-escola no JCC de San Diego, frequentou uma sinagoga de San Diego e foi para um acampamento do Centro Comunitário Judaico. Ela competiu no futebol nos Jogos Maccabi do JCC de 2010 e 2012. Ela celebrou seu bat mitzvah em Israel. No ensino médio, ela correu cross country e atletismo, e competiu em golfe e futebol.
Ela jogou rúgbi pela primeira vez quando tinha 18 anos na Northeastern University, para quem jogou rúgbi union e rúgbi sevens. Ela competiu pelo San Diego Surfers e pelo New York Rugby Club (o clube de rúgbi mais antigo do país) clubes de rúgbi union da Women's Premier League. Ela também jogou pelo Barbarians FC, clube britânico com sede em convite, pelo qual seu bisavô também jogou. Em 2018, foi convidada para jogar pelo time de quinze anos do USA Rugby, o USA Women's Eagles. Ela ganhou sua primeira internacionalização contra a Inglaterra.
Levy foi nomeada para a equipe feminina de sevens dos Estados Unidos para as Olimpíadas de Verão de 2024 em Paris. Seu time derrotou a Austrália na disputa pela medalha de bronze e ganhou a primeira medalha olímpica dos EUA em sevens.